# Cedrick Mabwati
Cedrick Mabwati Gerard (Kinshasa, 8 de março de 1992) é um futebolista congolês, que atua como meia.
Em junho de 2013, foi contratado pelo Bétis por € 1,20 (R$ 3,44 na cotação da época), sendo assim considerado a contratação mais barata da história do futebol espanhol.

## Carreira
Cedrick nasceu na República Democrática do Congo, mas se mudou para a Espanha, onde também tem nacionalidade, quando tinha 12 anos.
Começou sua carreira futebolística no UD Santa Marta, da cidade de Salamanca, de onde chamou atenção do Atlético de Madrid. Assim, foi contratado para as categorias de base do Atlético de Madrid. Subiu ao profissional em 2008, onde disputou partidas na Copa do Rei.
Em 2010, aos 18 anos, foi emprestado pelo Atlético para o CD Numancia. Em 2011, ele foi contratado em definitivo pelo clube, mas exigiu uma cláusula que o liberaria do vínculo caso uma equipe da elite espanhola surgisse com uma proposta
Em junho de 2013, foi contratado pelo Bétis, que, aproveitando-se da cláusula contratual, pagou apenas € 1,20 (R$ 3,44 na cotação da época), sendo assim considerado a contratação mais barata da história do futebol espanhol.
| “ | "Sou muito grato ao Bétis por me dar esta oportunidade. Estou muito feliz porque é uma oportunidade muito boa. Chego com muita vontade de aprender e trabalhar forte para servir ao Bétis" | ” |

### Clubes
| Time                     | País    | Ano            | N. Jogos (Gols) |
| ------------------------ | ------- | -------------- | --------------- |
| Atlético de Madrid B     | Espanha | 2008−2010      | 54 (4)          |
| CD Numancia (empréstimo) | Espanha | 2010-2011      | 40 (9)          |
| CD Numancia              | Espanha | 2011-2013      | 65 (4)          |
| Real Betis Balompié      | Espanha | 2013- Presente |                 |

### Seleção Congolesa
Em 2009, foi convocado para a Seleção Congolesa de Futebol Sub-20 para disputar um amistoso preparatório para as eliminatorias da Copa Africana de Naçoes e para o mundial Sub-20.

## Títulos
RDC
- Campeonato Africano das Nações: 2015 - 3º Lugar.